# Hakob Tonoyani anvan Sowpergavat'
La Hakob Tonoyani anvan Sowpergavat' (Հակոբ Տոնոյանի անվան Սուպերգավաթ, in italiano "Supercoppa Giacobbe Tonoyan"), meglio nota come Supercoppa d'Armenia, è una competizione calcistica armena. In essa si affrontano in gara unica i campioni d'Armenia (cioè i vincitori del campionato nazionale) e i vincitori della Coppa dell'Indipendenza.
Viene disputata ogni anno a partire dal 1996, con l'unica eccezione del 2001.
In caso di double partecipa la squadra seconda classificata in campionato. Tale eventualità si è verificata nel 1996 ad opera del Pyunik, nel 1999 ad opera dell'Tsement Ararat, nel 2003 e nel 2005 in entrambi i casi ad opera del Pyunik.

## Albo d'oro
| Anno | Vincitore      | Risultato             | Finalista      |
| ---- | -------------- | --------------------- | -------------- |
| 1996 | Širak          | 3 – 1                 | P'yownik       |
| 1997 | P'yownik       | 2 – 0                 | Ararat         |
| 1998 | Tsement Ararat | 1 – 1 (dts) (4-3 dtr) | Širak          |
| 1999 | Širak          | 2 – 1                 | Tsement Ararat |
| 2000 | non disputata  | non disputata         | non disputata  |
| 2001 | P'yownik       | 2 – 1                 | Mika Ashtarak  |
| 2002 | Širak          | 2 – 1                 | P'yownik       |
| 2003 | non disputata  | non disputata         | non disputata  |
| 2004 | P'yownik       | 1 – 0                 | Mika Ashtarak  |
| 2005 | P'yownik       | 1 – 0                 | Banants        |
| 2006 | Mika Ashtarak  | 3 – 2                 | P'yownik       |
| 2007 | P'yownik       | 2 – 1                 | Mika Erevan    |
| 2008 | P'yownik       | 1 – 0                 | Banants        |
| 2009 | Ararat         | 2 – 1                 | P'yownik       |
| 2010 | P'yownik       | 2 – 0                 | Banants        |
| 2011 | P'yownik       | 3 – 0                 | Banants        |
| 2012 | Mika Erevan    | 0 – 0 (dts) (5-3 dtr) | Ulisses        |
| 2013 | Širak          | 2 – 0                 | P'yownik       |
| 2014 | Banants        | 3 – 0                 | P'yownik       |
| 2015 | P'yownik       | 3 – 0                 | Mika Erevan    |
| 2016 | Alaškert       | 1 – 1 (dts) (3-2 dtr) | Banants        |
| 2017 | Širak          | 2 – 0                 | Alaškert       |
| 2018 | Alaškert       | 2 – 0                 | Ganjasar       |
| 2019 | Ararat-Armenia | 3 – 2 (dts)           | Alaškert       |
| 2020 | Noah           | 2 – 1 (dts)           | Ararat-Armenia |
| 2021 | Alaškert       | 1 – 0                 | Ararat         |
| 2022 | P'yownik       | non disputata         | Noravank       |
| 2023 | Širak          | 0 – 0 (dts) (6-5 dtr) | Urartu         |
| 2024 | Ararat-Armenia | 4 – 0                 | P'yownik       |

## Vittorie per club
| Club           | Vittorie | Sconfitte | Anni vittorie                                              | Anni sconfitte                           |
| -------------- | -------- | --------- | ---------------------------------------------------------- | ---------------------------------------- |
| P'yownik       | 10       | 6         | 1997, 2001, 2004, 2005, 2007, 2008, 2010, 2011, 2015, 2022 | 1996, 2002, 2006, 2009, 2013, 2014, 2024 |
| Širak          | 6        | 1         | 1996, 1999, 2002, 2013, 2017, 2023                         | 1998                                     |
| Alaškert       | 3        | 2         | 2016, 2018, 2021                                           | 2017, 2019                               |
| Mika Erevan    | 2        | 4         | 2006, 2012                                                 | 2001, 2004, 2007, 2015                   |
| Ararat-Armenia | 2        | 1         | 2019, 2024                                                 | 2020                                     |
| Banants        | 1        | 5         | 2014                                                       | 2005, 2008, 2010, 2011, 2016, 2023       |
| Ararat         | 1        | 2         | 2009                                                       | 1997, 2021                               |
| Tsement Ararat | 1        | 1         | 1998                                                       | 1999                                     |
| Noah           | 1        | 0         | 2020                                                       |                                          |
| Ganjasar       | 0        | 1         |                                                            | 2018                                     |
| Ulisses        | 0        | 1         |                                                            | 2012                                     |